# 畢雯珺
畢雯珺（ビー・ウェンジュン）は、中華人民共和国の歌手、俳優。NEXT（楽華七子）のメンバー。

## 来歴
2016年に撫順市で開催されたヨーヨーの大会でグループチャンピオンとなる。また、瀋陽音楽学院に進学する。
2018年1月にiQIYIのオーディション番組「偶像練習生」に参加し、最終順位は10位であった。6月21日には、所属しているYUE HUA EntertainmentからNEXT（楽華七子）のメンバーとしてデビュー。11月には、ドラマ「お嬢さま飄々拳〜プリンセスと御曹司〜」で主演を果たしている。

## 出演

### ドラマ
- お嬢さま飄々拳〜プリンセスと御曹司〜（2018年）[6]
- トキメキ☆雲上学堂スキャンダル〜漂亮書生〜（2019年）[7]
- 霓裳〜七色に輝く虹の如く〜（2021年）
- 甘いロマンス〜Sweet Teeth〜（2021年）
- 想いの温度差〜九霄寒夜暖〜 (2021年)

### バラエティ
- 偶像練習生（2018年）
- 奇妙的食光（2018年）
- 勇敢的世界（2018年）
- 口紅王子 シーズン2（2019年）